# معاهدة الأزرق 1245
كانت معاهدة الأزرق عام 1245 معاهدة استسلام وصلح بين الملك المسيحي جيمس الأول ملك أراغون، وصهره الأمير ألفونسو العاشر ملك قشتالة، مع القائد المدجن أبو عبد الله محمد بن هذيل، المعروف باسم الأزرق، لزرقة عينيه. وُقِّعَت في 15 نيسان 1245 في بلنسية في الأندلس في ما يعرف الآن بإسبانيا الحديثة، شبه الجزيرة الأيبيرية. إن هذه المعاهدة هي واحدة من معاهدتين ثنائيتي اللغة للاستسلام بين المسلمين والمسيحيين، لا تزالان قائمتين حتى يومنا هذا. وفقًا لجيمس الأول، كانت المعاهدة بمثابة علامة على بداية سقوط الأندلس.

## السياق

### قبل وصول المسلمين
كانت شبه الجزيرة الأيبيرية (تضم اليوم إسبانيا والبرتغال) مأهولة جزئيًّا، يُعتقد أن أول من سكنها هم شعوب بسيطة من الإيبيريين والسلتيين، ثم أنشأ الفينيقيون واليونانيون مستعمرات على سواحلها، حيث استوطنوا هناك. لاحقًا، خضعت لسيطرة قرطاج، ثم الرومان بعد الحروب البونية، وظلت تحت الحكم الروماني لقرون.
مع ضعف الإمبراطورية الرومانية، اجتاحتها القبائل الجرمانية، أبرزها القوط الغربيون، حيث غزوا المنطقة وأسسوا مملكة في القرن الخامس الميلادي. استمر حكمهم حتى أوائل القرن الثامن، حين دخل المسلمون عام 711م بقيادة طارق بن زياد بعد معركة وادي لكة، منهين الحكم القوطي الجرماني وبادئين بعصر جديد في الأندلس.

### المسلمون والأندلس

#### الخلافة الأموية وملوك الطوائف

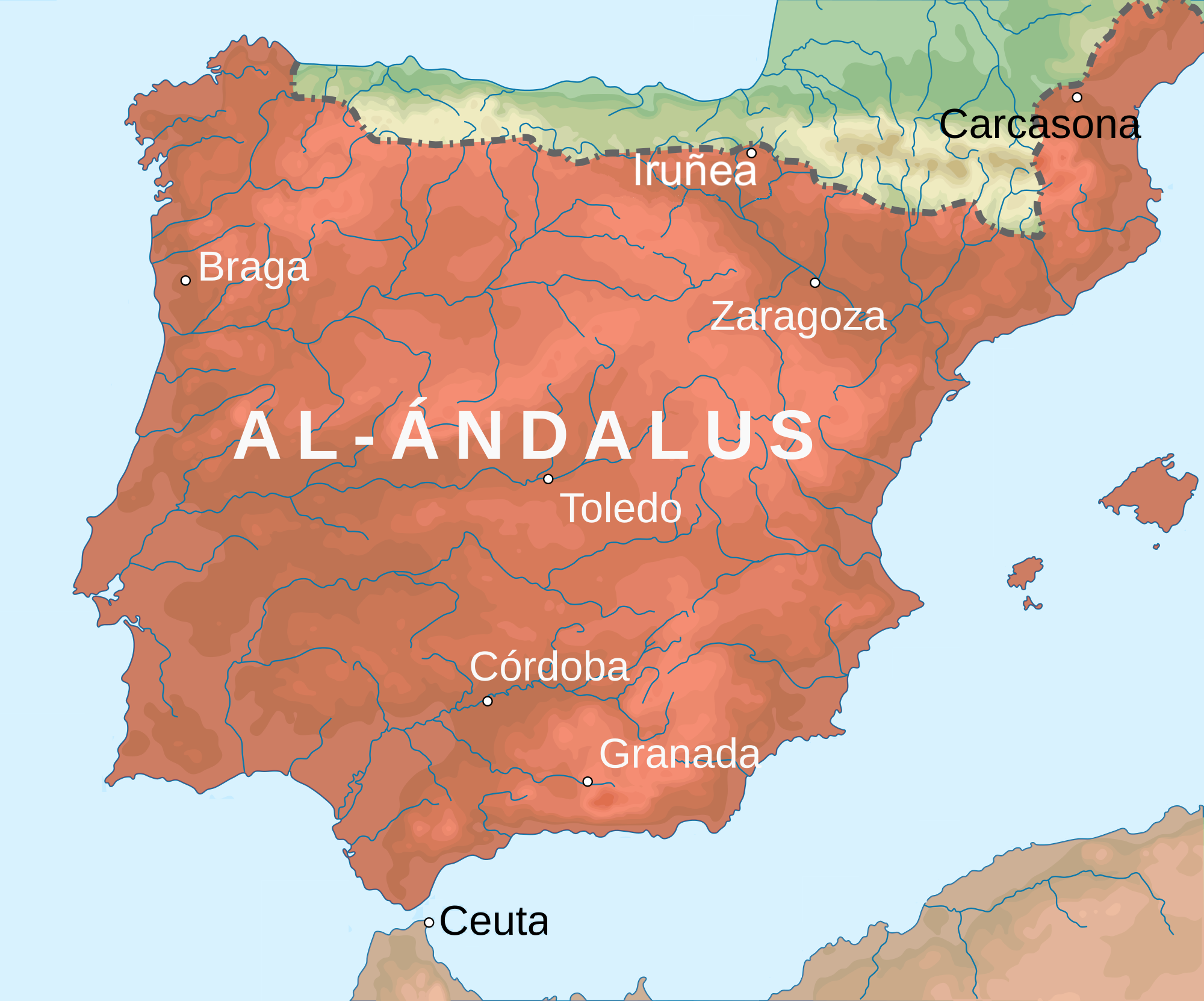
خريطة الأندلس 756 م

قامت قوات إسلامية وعربية وبربرية من شمال غرب أفريقيا، بقيادة طارق بن زياد، غزو الأندلس بين عامي 711 و718 ميلادية. في ذلك الوقت، كانت المنطقة تحت سيطرة قبائل القوط الغربيين الجرمانية، ولكن بعد معركة وادي لكة، دخلَت المنطقة في يد الخلافة الأموية . انهارت الخلافة في الشرق سنة 750م حين جاء العباسيون، ولكنها استمرت في الأندلس حتى سنة 1031م حين انقسمت إلى 23 إمارة صغيرة عُرفت بممالك الطوائف؛ امتزج العرب والبربر والآيبيريون في الحياة السياسية والاجتماعية، ولكن برزت سيطرت العرب والبربر على السياسة، في حين بقيَت الأندلس ذات أكثرية من الآيبيريين الذين انقسموا لثلاث أطياف رئيسة:
1. مولدون: أندلسيون مسلمون
2. مستعربون: أندلسيون مسيحيون
3. السفارديم: أندلسيون يهود

أصبحَت الأندلس في نظر أوروبا منافسًا رئيسًا للأراضي الجرمانية المسيحية التي بقيَت في شبه الجزيرة الآيبيرية. مثل مملكة أشتورية، والتي انقسمت في النهاية إلى ممالك قشتالة، وجليقية، وليون. انتصر الأشتوريون على الأمويين في معركة صخرة بلاي عام 722؛ وهذا هو التاريخ الذي حدد فيه العديد من المؤرخين أن استرداد مسيحية وجرمانية هذه البلاد بدأ. بعد هذا الحدث، واجه الأمويون خسارة جليقية (739)، وليون (754)، وبرشلونة (801)، وشلمنقة (939). وفقًا للمؤرخ آلان هيستون القومي الإسباني، فإن خليفة قرطبة، المنصور قام بأكثر من خمسين حملةً لتوحيد المناطق المتبقية من شبه الجزيرة الآيبيرية، خوفًا من حملات مستقبلية يشنونها على الأندلس. في عام 997، تزعم المصادر الأوروبية بأن المنصور سعى لتدمير كنيسة القديس يعقوب في ليون. وهو موقع بمثابة وجهة حج مهمة للمسيحيين لأنه يحتوي على قبر يعقوب، شقيق يسوع بحسب بعض الروايات. في حين لا تذكر الروايات الإسلامية هذا، وعمومًا فإن القبر بقي كما هو. شهد عام 1000 ضعف السيطرة الإسلامية على شبه الجزيرة منذ أن ترك المنصور قرطبة في حالة أضعف مما كانت عليه، وانهارت الخلافة الأموية في عام 1031، ودخلَت في مرحلة ملوك الطوائف.

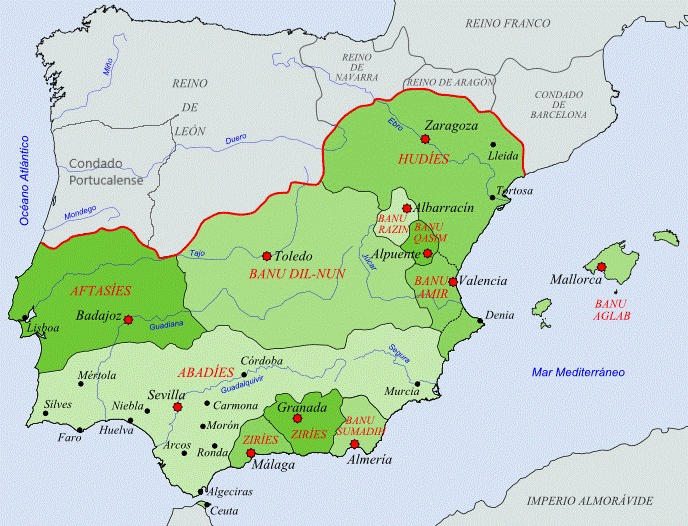
خريطة ممالك الطوائف 1031

#### الدولة المرابطية
في عام 1089، استولى الأشتوريون على طليطلة بعد تفكك الخلافة الأموية في الأندلس، وهو ما خشي خليفة قرطبة المنصور حدوثه. يذكر المؤرخ حسين الكتاني أن مسلمي الأندلس طلبوا بعد ذلك مساعدة سلالة المرابطين التي أوقفت تقدم المسيحيين في معركة الزلاقة عام 1086. وفي عهد المرابطين، سقطَتسرقسطة (1139) ولشبونة (1147) في أيدي قوات الجرمانيين الأشتوريين المسيحية.

#### الخلافة الموحدية
وفي عام 1147م حلت الخلافة الموحدية محل المرابطين. وقد فقدوا مساحة كبيرة من الأرض أمام الغزاة المسيحيين بعد هزيمتهم في معركة العقاب في عام 1212، التي كانت بداية النهاية. فبعد ذلك، فقدوا جزر البليار (1228-1232)، وبطليوس (1229)، وقرطبة (1236)، وبلنسية (1238)، ومرسية (1243)، وقرطاجنة (1245)، وإشبيلية (1248)، وولبة (1250)، وأركش (1262)، وشذونة (1262)، وخيريز (1262)، وقادس. (1262)، وطريفة (1294).

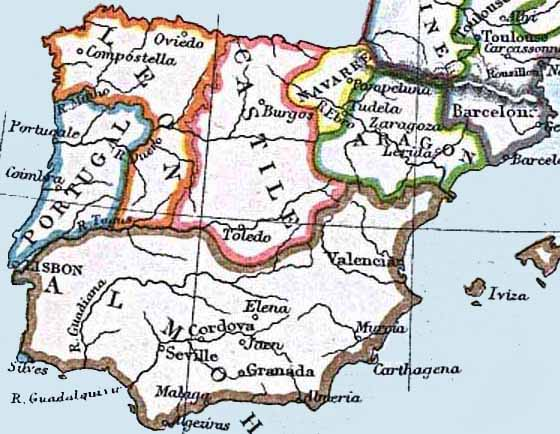
خريطة شبه الجزيرة الأيبيرية 1210؛ وتظهر الأندلس باللون البني.

#### دولة بني نصر
تأسست الدولة النصرية في عام 1232م. وكانت تتقلص باستمرار مع استيلاء الأشتوريين (قشتالة وليون) على بياسة (1487)، ومالقة (1487)، والمرية (1487)، والمنكب (1489)، وسالوبرينيا (1489). يُعتبر الاستيلاء على غرناطة (1492) نهاية الحكم الإسلامي في شبه الجزيرة الأيبيرية (الأندلس) التي كانت تحت السيطرة الإسلامية لمدة 781 عامًا تقريبًا.

### الكنيسة الكاثوليكية
في وقت مبكر من القرن الحادي عشر، أعلنت الكنيسة الكاثوليكية أن المسلمين (مولدين أو عربًا أو بربرًا) كفارًا كوسيلة لتوحيد المسيحية بأكملها حول قضية واحدة، وهي طرد المسلمين واليهود أو إجبارهم على المسيحية (محاكم التفتيش). يذكر هيستون أن «الكنيسة في روما [الكنيسة الكاثوليكية] والمسيحيين الآخرين في الشمال كانوا يحسدون ازدهار جنوب إسبانيا» التي كان تحت سيطرة المسلمين في المقام الأول. كانت هناك حملات عسكرية متعددة في القرن الحادي عشر، في المقام الأول في أراغون وقشتالة، بهدف طرد المسلمين واليهود من القارة. وقد قادت الكنيسة هذه الإجراءات وتحولت من معارك إلى حملة صليبية كاملة. كما أنها كانت بمثابة مقدمة للحروب الصليبية إلى الأراضي المقدسة (بيت المقدس)، والتي بدأت في عام 1095، وكذلك محاكم التفتيش. خلال الحملة الصليبية الأولى، عمل البابا أوربان الثاني بنشاط على تحويل القوات من القدس إلى الأندلس، واصفًا إسلام الأندلس بأنه تهديد ديني يجب استئصاله، وجادل بأنه يجب طردهم من أراضيهم، حتى لو كانوا مولدين. في القرن الثاني عشر الميلادي، عرض الإمبراطور أوربان الثاني صكوك الغفران على الرجال الذين كانوا على استعداد للقتال في شبه الجزيرة، ولكن فقط عندما كانت الدول المسيحية في خطر شديد. كان هذا حافزًا قُدم للصليبيين الذين حملوا الصليب من أجل الأرض المقدسة. بالإضافة إلى ذلك، كان من المفترض أن يتم تحويل الأشخاص القادمين من شبه الجزيرة نفسها أو من الأراضي المجاورة فقط عن غرضهم الأصلي. في القرن الثالث عشر الميلادي، كان يُعتقد أن القتال في الحروب الصليبية في دول البلطيق ضد الوثنيين وفي الأندلس ضد المسلمين يستحق نفس المكافآت التي يستحقها القتال في الأرض المقدسة. ونتيجة لذلك، مُنح الكثيرون صكوك الغفران لقتال الكفار في هذه المناطق حيث لم يكن مسموحًا بذلك في القرن السابق. إن عجز الصليبيين عن إبقاء القدس تحت السيطرة المسيحية دفع الكثيرين إلى إلقاء اللوم على الجماعات الخارجية في الخسائر بدلًا من إلقاء اللوم على قوتهم العسكرية (أو افتقارهم إليها)، مما أدى إلى ظهور محاكم التفتيش. كانت هناك ثلاث مجموعات رهبانية مختلفة أصبحت محاكم التفتيش مسؤوليتها الخاصة. في عام 1209، بدأ الكاثاريون في الإشراف على محاكم التفتيش. وفي عام 1233 انتقلت هذه السلطة إلى الدومينيكان، وخلال هذه الفترة أُنشِئَت محاكم التفتيش الإسبانية، كما هي معروفة اليوم. على وجه التحديد، تطورت بعد الاستيلاء على قرطبة في عام 1236 أثناء الحملة الصليبية في بلنسية. قام المسيحيون الذين فتحوا المدينة ببناء كنيسة فوق مسجد المدينة، مُدعين أنها نفس الكنيسة التي عززها المنصور باستخدام قطع من كنيسة القديس يعقوب حين منعته القدرة الإلهية من هدم الكنيسة،. كما قاموا أيضًا بتحويل المدجنين واليهود الذين بقوا إلى المسيحية بالقوة؛ وكان أولئك الذين تحولوا إلى الإسلام موضع شك دائم وكان العديد منهم ضحايا للتعذيب، لم ينجُ. بالإضافة إلى ذلك، اعتبر المسيحيون الاستحمام بمثابة تدنيس، حيث كانت الحمامات الفاخرة متواجدة لدى الأندلسيين، فدمروا الحمامات الموجودة في جميع أنحاء المنطقة. في عام 1246، بعد عام من توقيع معاهدة الأزرق عام 1245 وقبل عام من ثورات المدجنين التي تلت ذلك، انتقلت مسؤولية محاكم التفتيش إلى الفرنسيسكان. في عام 1492، طرد فرديناند وإيزابيلا جميع المسلمين واليهود من إسبانيا، مما أدى إلى هجرة كبيرة للمسلمين واليهود، وكذلك أولئك الذين تحولوا إلى المسيحية قسرًا من البلاد للمغرب. آخر عملية إعدام بتهمة الهرطقة في إسبانيا جرت في عام 1826 ولم تنته محاكم التفتيش إلا في عام 1834، وهو العام الذي انتُزعَت شبه الجزيرة الآيبيرية من إسلامها، واختفى الوجود الإسلامي تمامًا، حيث كانت الفترة (1492 - 1834) مليئةً بثورات بقية المسلمين المتخفيين في الأندلس. مثل ثورة البشرات (1568-1571)

### التعايش الديني
في الفترة الأندلسية، كان اختلاط الشعوب من الديانات الإبراهيمية المختلفة، بما في ذلك الزواج، أمرا شائعا ويُنظر إليه على أنه مقبول على نطاق واسع من أفراد المجتمع. وبحسب المؤرخين روبرت آي. بيرنز وبول إي. تشيفيدن، فإن معاهدة الأزرق تمثل التنوع الديني في الأندلس وتوضح كيف تمكن المسلمون واليهود والمسيحيون ليس فقط من التعايش، بل والعمل معًا في وقت كانت فيه الكنيسة الكاثوليكية تكثف اضطهادها لأولئك الذين اعتبرتهم زنادقة. يذكر بيرنز وتشيفيدن أن «الأمانة العربية للمحكمة المسيحية [الإنجليزية]، التي كان يعمل بها يهود، صاغت النص العربي للمعاهدة، وصادق اتفاق الطرفين المسلم والمسيحي على النسخة ثنائية اللغة من الميثاق». بالإضافة إلى العمل جنبًا إلى جنب على المستوى الأرضي، غالبًا ما تجاوز أولئك الذين حكموا الأراضي الانقسامات الدينية وعملوا مع بعضهم البعض إذا تعرضت المصالح الدنيوية للخطر. عندما وصلت الدولة العباسية إلى السلطة في بغداد طلبوا من شارلمان مهاجمة الأمويين في قرطبة وأماكن أخرى في الأندلس. كما سعى الزعماء المسيحيون اللاتينيون والشرقيون في كثير من الأحيان إلى طلب المساعدة من نظرائهم المسلمين. علاوة على ذلك، يذكر هيستون أن «اليهود رحبوا بالحكم الإسلامي باعتباره أكثر تسامحًا من حكم المسيحيين، حيث هاجر العديد من اليهود من أجزاء أخرى من أوروبا إلى الأندلس» وهو ما أنشأ مصطلح السفارديم. في عام 1235، أثناء الحملة الصليبية في بلنسية، نشر البابا غريغوري التاسع المرسوم الحادي عشر [الإنجليزية]. سمح هذا للوعاظ الدومينيكان والفرنسيسكان بالسماح للمنشقين الذين انضموا إلى الكنيسة مرة أخرى بالتعايش والتواصل مع أقاربهم المنشقين بعد التأكد من مسيحيتهم. يدمج المرسوم المسلمين واليهود والمنشقين ومجموعات أخرى في نفس فئة غير المسيحيين الزنادقة بينما يسمح بتسلسل هرمي للاختلاف حيث يكون المسيحيون الأوروبيون في أعلى الهرم، يأتي بعدهم المسيحيون غير الأوروبيين، ثم الآخرون. أعاد البابا إنوسنت الرابع إصدار هذا المرسوم مرة أخرى في عام 1245، وهو العام الذي وُقِّعَت فيه معاهدة الأزرق، وذلك لتأكيد أفضلية المسيحيين الأوروبيين ونصرهم المؤكد على جميع الطوائف.

## الخلفية

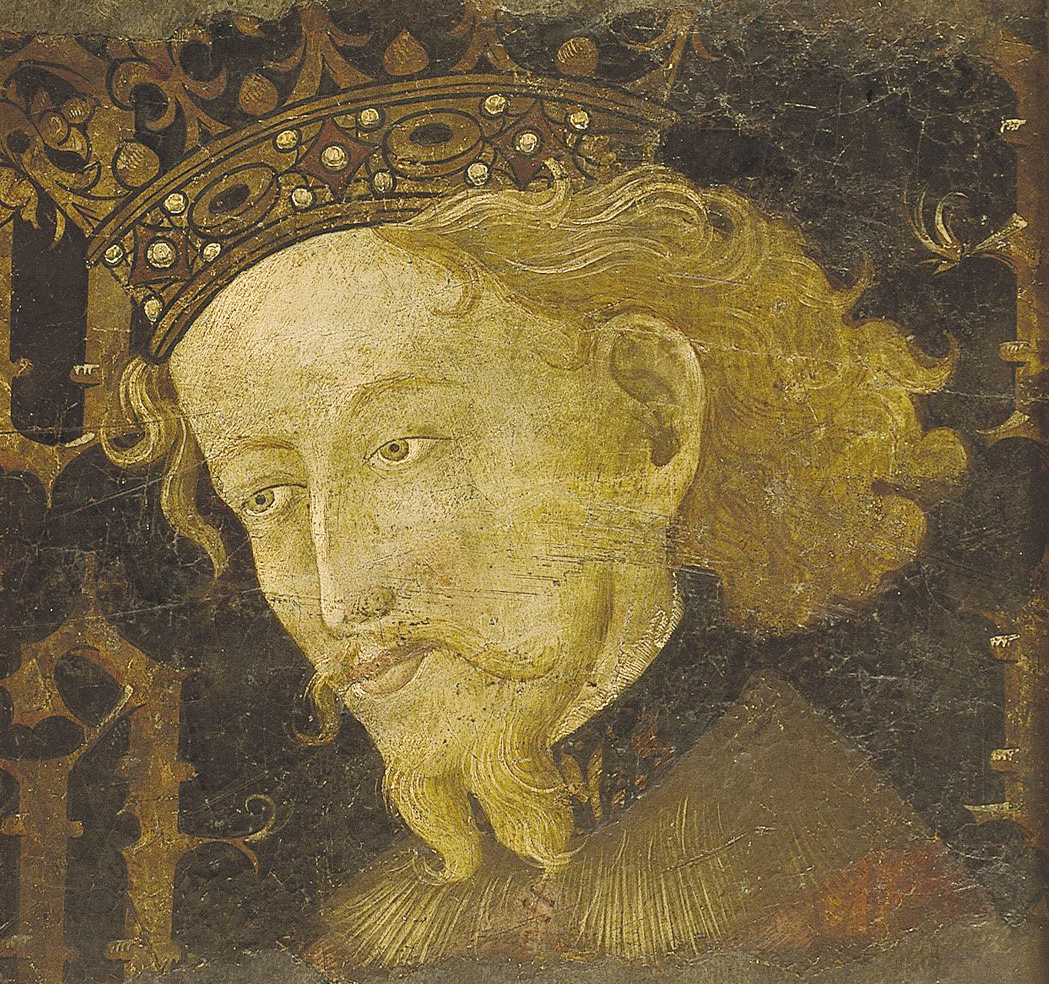
جاومي الأول، ملك أراغون، بقلم غونكال بيريس ساريا وجاومي ماتيو (1427)

كان جيمس الأول أحد المؤيدين الرئيسين للحملة الصليبية ضد المسلمين في بلنسية والتي بدأت في عام 1232 وانتهت رسميًا بتوقيع معاهدة الأزرق في عام 1245. خلال الحملة الصليبية، استغل إمداداته الضخمة من التابعين الإقطاعيين، الذين أقسموا الولاء والطاعة لملكهم في مقابل الأرض، من أجل ملء صفوف جيشه. كما استخدم أيضًا استراتيجية حرب الحصار التي تنطوي على مخاطر أقل من المواجهة المباشرة وغالبًا ما تؤدي إلى اكتساب أراضٍ جديدة. وكانت استراتيجيته عند مهاجمة منطقة ما ذات شقين:
1. تركيز كل القوات على أقوى قلعة (مادية)
2. غرس أكبر قدر ممكن من الخوف في نفوس السكان المحيطين (نفسيًا).

يشير المؤرخ دونالد جيه. كاجاي إلى أن «المواقع قد تقع أيضًا في أيدي الغازي [جيمس الأول] دون قتال مباشر، وذلك بفضل مزيج من خوف المسلمين من الوحشية التي يسمعونها عند المقاومة، وسمعة الملك المعروفة بمنح شروط استسلام متسامحة ظاهريًا». على سبيل المثال، كان الملك يمنح المورسكيين [الأندلسيين بعد السقوط] المهزومين ما يصل إلى خمسة أيام لإخلاء الحصن المحتل بكل ما يستطيعون حمله. أما نهج الأندلسيين، فقد استخدموا في المقام الأول الغارات، لإيقاف التوسع المسيحي في الأندلس، مثل حرب الحصار، تنطوي على مخاطر منخفضة ومكافآت عالية. كما اعتمدوا على المساعدات من الخلافة الموحدية في شمال أفريقيا. سقطت مدينة بلنسية في يد جيمس الأول في عام 1238 بعد حصار طويل ومرير؛ وفي ذلك الوقت كان الاتفاق الوحيد الذي تم التوصل إليه هو انسحاب الأندلسيين من المدينة، لتجنب الأندلسيين القتل. بالإضافة إلى القوة العسكرية، تمكن جيمس الأول من إسقاط المدينة عن طريق رشوة أحد مستشاري الأزرق. وهذا جعل الزعيم غير قادر على دفع رواتب جنوده المستأجرين. يقرر المؤرخون الأوروبيون أن عدم الكفاءة العسكرية، وغياب نظام الحكم السياسي المنظم، هما السبب وراء خسارة الأندلس بينما كانت القوات المسيحية ذات خبرة ومنظمة للحرب بالإضافة لتعاملهم الوحشي مع المقاومين الذي قذف الرعب في قلوب الأندلسيين.

## معاهدة الأزرق
المعاهدة عبارة عن قطعة رقيقة من الرق يبلغ حجمها 25 × 40 سنتيمترًا وممزقة حيث أُزيل ختم ألفونسو. إن الخطوط العربية ليست ترجمة للخطوط القشتالية؛ بل هي استمرار للمعاهدة، تتشابك مع بعضها البعض لإكمال الوثيقة. ينقل كل جزء من المعاهدة نبرة مختلفة: ينقل الجزء القشتالي نبرة الغزو والخدمية والفوقية بينما ينقل الجزء العربي نبرة هدنة قصيرة فقط.

### الخطوط القشتالية
تتكدس الأسطر الأربعة عشر من اللغة القشتالية (التي تأثرت باللغة الأراغونية) على الصفحة وتشكل السطرين الأول والأخير من المعاهدة. ينقسم هذا الجزء من المعاهدة إلى قسمين:

#### حصة الأزرق
- الأزرق سيتبع ألفونسو.
  - متوافق بشكل خاص مع الشكل الأراغوني.
- يُمنح ألفونسو مباشرةً ثمانية قلاع والأراضي المحيطة بها عند توقيع المعاهدة.
  - من قلاع تابعيه الأزرق
- تبقى فقط قلعتَيْ ألكالا وبيربونشنت لعائلة الأزرق.
  - كانت هذه في الأصل هي الأراضي الرئيسة للأزرق.
- يُسمح للأزرق بالاحتفاظ بقلاعه الأربعة الأخرى لمدة ثلاث سنوات، مع إعطاء نصف الأرباح لألفونسو عند توقيع المعاهدة مباشرةً، والخضوع لسلطته.
  - كما تُسلم كافة الإيرادات في نهاية السنوات الثلاث.
- ضُمن شرط للأزرق يسمح له بالحصول على المزيد من القلاع من المتمردين الآخرين.
  - ولكن إذا فعل هذا، يجب عليه أيضًا إعطاء نصف الإيرادات لألفونسو على الفور وجميع الإيرادات له بعد ثلاث سنوات.

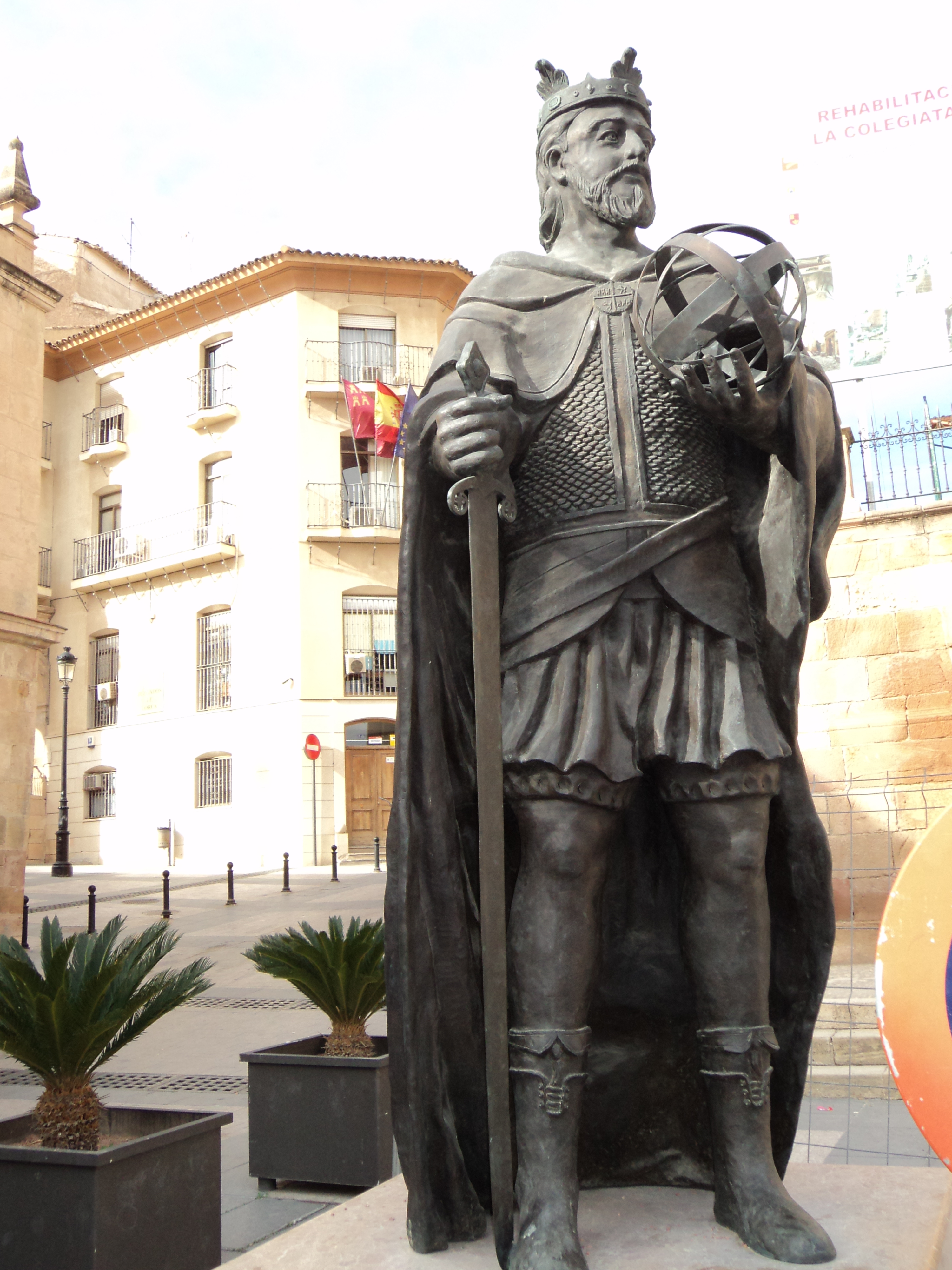
تمثال ري ألفونسو العاشر دي إسبانيا [الملك ألفونسو العاشر ملك إسبانيا] ساحة إسبانيا في لوركا، إسبانيا

#### حصة ألفونسو
- يُوصم الأزرق تابعًا لألفونسو.
- أُعطيت قلعتان للأزرق
- كما يتم إعطاؤه أيضًا إيرادات قريتي إيبو [الإنجليزية] وتولوس لمدة ثلاث سنوات.
- وانتهت الخطوط القشتالية بقسم ألفونسو على احترام المعاهدة طالما ظل الأزرق تابعًا له، وتبيان تفوقه وخدميّة الأندلسيين [الموريسكيين] له

### الخطوط العربية
هناك ثلاثة عشر سطرًا في اللغة العربية (مكتوبة بالخط المغربي) تبدو أكبر حجمًا، ومتباعدة بشكل متساوٍ، وأضعف بسبب أكسدة الحبر.
- إن النبرة هنا عملية، ولا يوجد ذكر للتبعية كما هو الحال في الخطوط القشتالية.
- إن ذكر ألفونسو باعتباره الأمير المُمجد هي الإشارة الوحيدة إلى أن الأزرق أو الأندلسيين كانوا يتمتعون بمكانة أدنى.[9]
- لا يوجد ذكر للوقت بخلاف القول بأن الأزرق كان بإمكانه الاحتفاظ بقلاعه الرئيسة طوال مدة حكم الأمير المُمجد.[1]
- ثم تم توضيح حقوق الأزرق.[1]

ولم تكن هذه هي المرة الأولى التي يحاول فيها ملك مسيحي أن يجعل من زعيم مسلم مهزوم تابعًا له، أو يظهر نبرة خدمية متعالية في معاهدة استسلام. تعتبر معاهدة السلام بين ألفونسو الثامن ملك قشتالة وزيد ملك فالنسيا بمثابة اتفاقية تبعية أيضًا، حيث وُصف ألفونسو الثامن بأنه استقبل زيدًا كتابع له. وعلاوة على ذلك، فإن المعاهدة بين الزعيمين توضح أيضًا أن الأزرق لم يكن أول زعيم مسلم يحاول التحرر من اتفاقية سلام مهينة. يذكر مؤرخ ألفونسو الثامن عند توقيع معاهدة سلام مذلة، أنه «تم توقيع معاهدة سلام بينهما، والتي حاول مباشرةً زيد بن معاوية البلنسي التنصل منها»، وأردف في وصف زيد: «رسول حقير».

### التأثيرات على المعاهدة

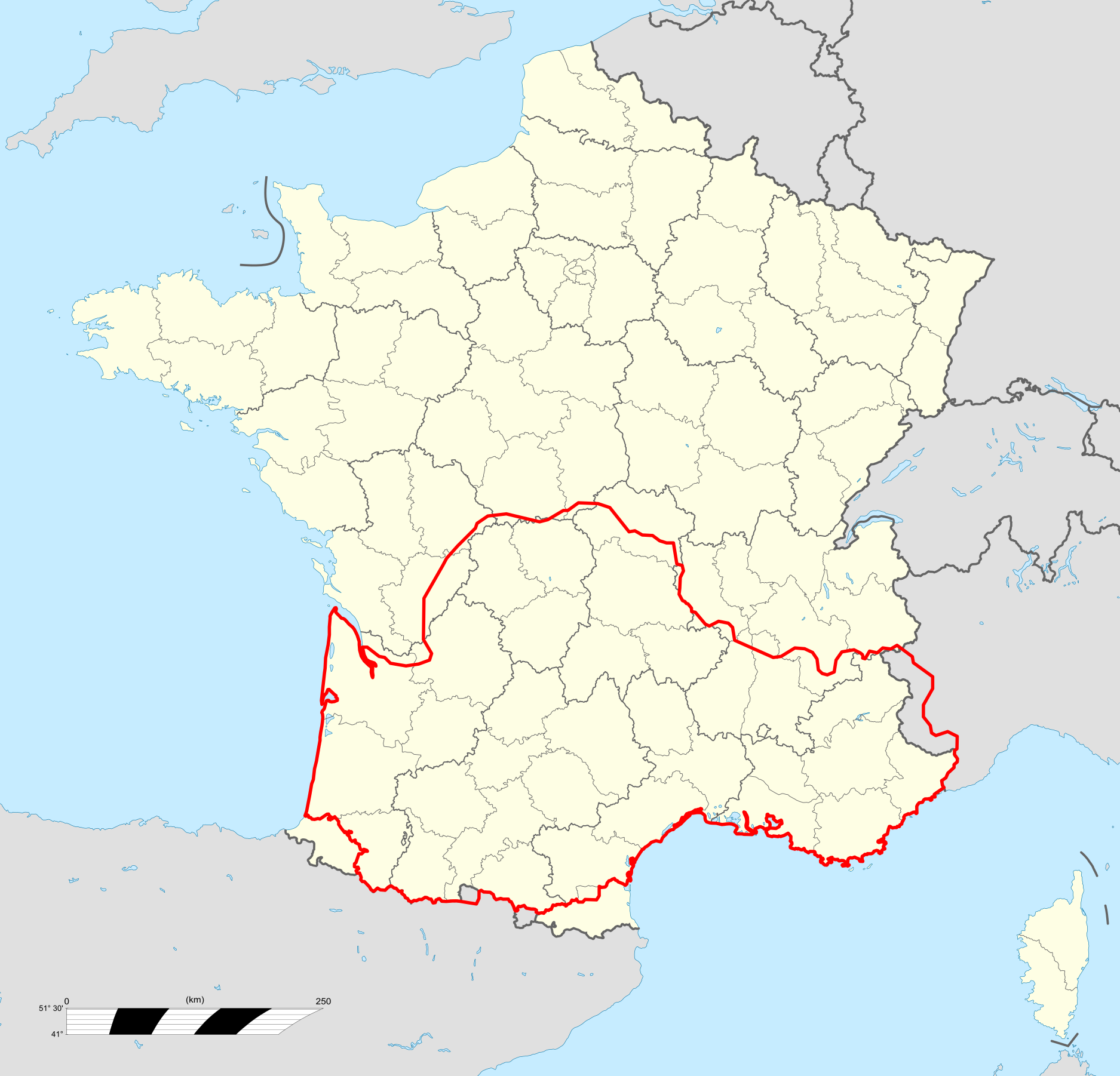
خريطة منطقة قسطانية، فرنسا الحديثة

كانت هناك عوامل متعددة أثرت على صياغة المعاهدة والشروط المنصوص عليها:
1. طُوق الأزرق واختفى الدعم المحتمل من الحلفاء منذ استسلام معاقل المدجنين في شاطبة ودينيا لجيمس الأول ووقوع باقي البلاد في أيدي المسيحيين. وكان حلفاؤه في شمال أفريقيا أيضًا متورطين في الصراع ولم يتمكنوا من تقديم المساعدة له، على عكس الإمدادات المتواصلة للمسيحيين من بلاد الغال.
2. كانت أراضي جيمس الأول تواجه التعدي من جانب فرنسا لمدة عقد من الزمان، وبحلول عام 1245 بدأوا في الاستيلاء على أجزاء من غرب قسطانية. من أجل استعادة هذه المنطقة، خطط جيمس للزواج بين كونت تولوز ووريثة مقاطعة بروفانس، بياتريو، التي كان والدها ابن عم جيمس الأول. من الناحية النظرية، كان من شأن هذا أن يبطل أي معاهدة أبرمتها فرنسا ويعيد المنطقة إلى يديه.
  1. ولكن الأمور لم تسر على هذا النحو، وانتهى الأمر بالمنطقة إلى البقاء في يد فرنسا، التي أصبحت الآن جزءًا من فرنسا الحديثة.
3. وكان البابا إينوسنت الرابع قد أعلن عن حملة صليبية أخرى كانت تهدف إلى غزو القدس بعد أن فقدت الجيوش الصليبية المدينة أمام المسلمين في تموز 1244. أعلن الملك لويس التاسع ملك فرنسا أنه سينضم إلى الحملة الصليبية للبابا. وبما أنهما كانا متنافسين، أعلن جيمس الأول أنه لن ينضم إلى الحملة الصليبية للبابا، بل سيبدأ حملته الخاصة. كان ينوي مساعدة بيزنطة أثناء توجهه إلى القدس.[9] كان من المقرر أن تبدأ هذه الحملة الصليبية في عام 1246م، وأُعلِن عنها قبل ثلاثة أشهر من توقيع معاهدة الأزرق.

كان جيمس الأول بحاجة إلى إنهاء الأمور مع الحملة الصليبية في بلنسية حتى يتمكن من نقل قواته لحماية حدود أراغون من فرنسا وإعداد بقية قواته لحملة صليبية أخرى إلى الأراضي المقدسة. وبحلول هذه النقطة، كان الأزرق قد استنفد حلفاؤه، فاضطر إلى قبول شروط الاستسلام. إن اليأس الذي شعر به كلا الطرفين يعطي سياقًا أيضًا لسبب التساهل لصالح الأزرق نظرًا لأن جيمس الأول لم يكن يعلم مدى قرب خصمه من الهزيمة.

#### الإقطاع
يذكر المؤرخ آر جيه باريندسي أنه في حين أن الإقطاع له أصول رومانية وجرمانية، إلا أنه كان في الأساس نظامًا جديدًا نشأ عن التغيرات العسكرية والتوترات مع الاقتصاد الزراعي والمجتمع في القرن العاشر بدلًا من أن يكون توليفة من النظامين الآخرين. لقد كان موجودًا بأشكال مختلفة في أجزاء أخرى من العالم، ولكنه تطور في أوروبا الغربية أثناء تدهور سلطة الإمبراطورية الكارولنجية في القرن العاشر، بحسب رأيه. ثم انتشر إلى مناطق مثل الأندلس، وإنجلترا ، وإسكندنافيا ، وأجزاء أخرى من أوروبا. لقد أدى تقسيم الأراضي إلى إنشاء طبقة كانت قادرة على تجميع قدر أكبر من السلطة بشكل جماعي من سلطة حاكمها والكنيسة. يزعم باريندسي أيضًا أن الإقطاع استعبد الفلاحين على وجه التحديد وأن الجيوش الإقطاعية كانت في الغالب أدوات لإخضاع الفلاحين وكذلك رموز الإقطاع مثل القلاع التي أقيمت بشكل غير قانوني. خلال القرنين العاشر والحادي عشر، مع تقسيم الأراضي إلى قطع أصغر، نشأت طبقة جديدة من المحاربين الفرسان والمدرعات، تُمكن الممالك المسيحية المختلفة من استخلاص القوة العسكرية منها. وعلاوة على ذلك، كان هناك أيضًا زيادة إجمالية في الإنتاجية الزراعية خلال هذه القرون جنبًا إلى جنب مع تطوير طرق التجارة. وقد سمح هذا بتركيز المزيد من السلطة والثروة في أيدي عدد قليل من الناس، مثل المزارعين والتجار الأثرياء. أما في العالم الإسلامي لم تكن التبعية مُطبقة كما هي في الغرب، وهذا أحد الأسباب التي جعلت الأسطر العربية من المعاهدة لا تذكرها على الإطلاق. المماليك هو أقرب ما يعادل هذا النظام، حيث كان أمراء العالم الإسلامي يسعون لشراء الرجال المُستعبدين من مناطق مثل القوقاز، وأوزبكستان، وكازاخستان، مثل الظاهر بيبرس، الذي استعبده المغول بعد غزوهم لشمال قزوين، وقد وقع الاختيار على هذه المناطق لأن جميعها من ثقافات رماة السهام والمحاربين على الخيول، وذوو بنية ثوية. وكانوا يميلون أيضًا إلى أن يكون لديهم أصول قبلية تركية؛ ففي القرن العاشر، تم استيعاب الأتراك وتحويلهم بأعداد كبيرة إلى الدول الإسلامية. كان المماليك يخضعون لسنوات من التدريب المكثف ليكونوا مستعدين بشكل صحيح للحرب، ثم يُعطوا مناصب عُليا في السلطنة الإسلامية، وكانوا معزولين من أجل منعهم من تكوين روابط مع السكان المحليين وأن تكون زواجاتهم من فئات معروفة، وذلك لتشجيع الولاء لسلطانهم، وضمان بقاء بنيتهم الجسمية المتفوقة.

## العواقب

### قوانين جديدة
أصبح القانون العام في أراغون متأثرًا بشكل كبير بالمعتقدات القديمة لروما والتي يمكن رؤيتها في المراسيم المختلفة التي أصدرها جيمس الأول. وكان هذا يرجع جزئيًا إلى تأثير الجامعات في بولونيا ومونبلييه التي تخرج طلابها وذهبوا للعمل في محكمة أراغون وقضائها. في عام 1238، أصدر جيمس الأول قانون ريجني فالنتي (باللاتينية: Regni Valentie)، وهو قانون إقليمي ينص على كيفية حكم بلنسية التي غُزيَت حديثًا والذي كان مستوحى بشكل كبير من كتاب جستنيان. وفي هذا القانون، صُنفَت مجموعة واسعة من الأفعال على أنها خيانة: «أعمال التمرد ضد السلطة الملكية، بما في ذلك التزوير وتحريض سكان المدن أو القرويين على الشغب»، و«التآمر مع العدو أو السفر عبر أراضي العدو دون إذن ملكي مختوم»، وكذلك «أفراد الأسرة الذين قتلوا أيًا من أقاربهم ثم رفضوا الخضوع للمسؤولين الملكيين للعقاب». كما تضمنت أيضًا قواعد تتعلق بالتبعية. في أراغون، كانت هناك ممارسة تُعرف باسم التحدي (بالإنجليزية: defiance) تُتيح للتابعين المتضررين مهلة عشرة أيام لإلغاء علاقاتهم رسميًا مع أسيادهم وكان من ينتهك فترة التهدئة بأي شكل من الأشكال يُعتبر خائنًا مُثبتًا. وكانت رؤوس المدانين تُقطع عادةً بتهمة الخيانة، ويُمثل بها، مع أن الإدانة كان كان يجب أن تُدعم بأدلة حقيقية ومشروعة وواضحة، إلا أن هذه لم تكن الحالة خاصةً إن كان المُدان مسلمًا أو يهوديًّا. في عام 1242، أصدر جيمس الأول مراسيم تحذر الناس من إهانة المتحولين إلى الكاثوليكية على وجه التحديد من خلال وصفهم بـالمنشقين أو الخونة. كما أعلن أيضًا في حالة اعتناق مسلم للمسيحية، فيحرم على أقرابه المسلمين أن يرثوه أو يأخذوا أغراضهم التي في حوزته، بل إن كان تابعًا لهم (مثل أن يكون ابنًا لوالدين مسلمين) فيستطيع أخذ ممتلكاتهم. وفي عام 1247 صدر مرسوم آخر [الإنجليزية] عنوانه مواثيق أراغون (باللاتينية: Fueros de Aragón)، وتمت كتابته باللغة العامية (بينما تمت كتابة قانون ريجني فالنتي بالكامل باللغة اللاتينية). في هذا القانون، ذكر جيمس الأول أن أي شخص لا يمتثل للقانون سوف يُتهم بارتكاب الخيانة ضد ملكه. في عام 1256، مع اقتراب نهاية ثورة المدجنين، تأسست ألكوي كمدينة مسيحية في منطقة كانت ذات أغلبية مسلمة قبل هزيمتها،. تم إنشاء المدينة لأغراض هجومية في محاولة لحماية بلنسية من هجمات الأزرق وقواته إن أرادوا استعادتها، وليكون لهم موطئ قوة على حاميات الأزرق. لم يظل السكان المسيحيون في هذه المدينة الجديدة معزولين؛ ففي حين لم يكن لديهم ممتلكات في المدينة نفسها، استمر المدجنون في امتلاك الأراضي المحيطة بألكوي.

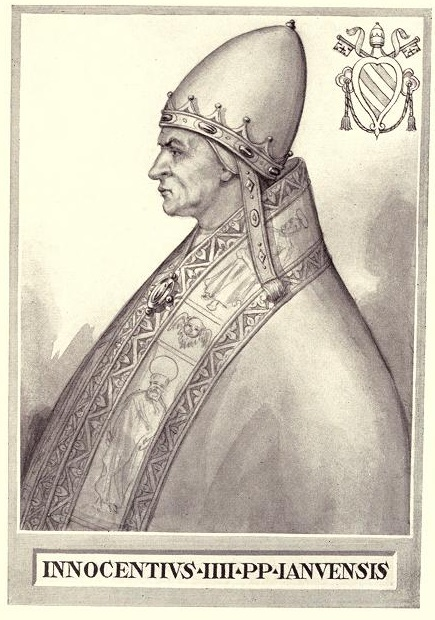
البابا إينوسنت الرابع لأرتو دي مونتور (1842)

### ثورة المدجنين عام 1247
في عام 1247، بعد عامين من توقيع معاهدة الأزرق، ومع اقتراب انتهاء مدة المعاهدة، بدأ القائد المدجّن وقواته تمردًا استمر حتى عام 1258. ويعتبر كل من برونز وتشيفدين هذا التمرد «حملة صليبية مضادة» من المدجّنين الذين يشهدون تقلص بلادهم.
وفي كانون الثاني من العام نفسه، أعلن الملك جايمس الأول طردًا عامًا للمدجّنين من أراغون وكتالونيا وبلنسية، وذلك بعد أن استطاع الأزرق استرجاع عدد من القلاع في بلنسية، من بينها قلعة بيناغويلا التي كانت مكانًا ذا أهمية. وبينما كان رجال الدين والمواطنون العاديون يؤيدون هذا القرار، عارضه البارونات التابعون للملك جايمس، إذ كان العديد من مستأجريهم من المدجّنين، وكان طردهم سيكبّدهم خسائر مادية.
بدأ المسلمون بالتمرد في أنحاء بلنسية لمساعدة قوات الأزرق، وسقطت المزيد من القلاع بأيديهم. وعندها قام جايمس الأول بترحيل مئة ألف مدجّن إلى قشتالة وغرناطة. ومع تصاعد الحرب، تمكنت القوات المدجّنة في شمال بلنسية من هزيمة جيش مسيحي غازٍ قوامه ثلاثة آلاف، وقتلت منه أربعمئة أو خمسمئة رجلًا.
وفي الجنوب، حاصرت القوات المدجّنة المواقع الدفاعية المسيحية عند قلعة بيناكادل أو بني كدال. وفي ربيع وصيف عام 1248، شنّ جيمس الأول حصارات ضد المدن المدجّنة مثل لوثنتي وشاطبة، ورفع الحصار عن القلعة المحاصرة، وقتل القائد المتمرد ابن بَسّال. كما تمكنت قواته من دفع المدجّنين إلى التراجع نحو قاعدة الأزرق في ألكال.
تدخل البابا إنوسنت الرابع عدة مرات أثناء الحرب، فأرسل رجال دين إلى مناطق مختلفة من مملكة جيمس الأول، وأطلق نداءات مالية ورسائل لحشد الدعم مع ازدياد قوة الأزرق. وفي 13 تشرين الثاني 1249، أصدر منشورًا يُعرف بـالرسالة الدورية الصليبية جاء فيه أن المسلمين: «شعب كافر لا تنفع معه إلا الظلمات والعبودية»، مبررًا هذا بأن المسلمين يضطهدون المسيحيين.
وأضاف أن من «يتخذون علامة الصليب الحي، ليقدموا المساعدة لذلك الملك [جايمس الأول] في حربه ضد أولئك [المسلمين]» سيحصلون على «غفران تام لذنوبهم».
ويقول برنز إن البابا إنوسنت الرابع، من خلال هذا المنشور، قد حوّل الحرب إلى حملة صليبية كاملة ضد الأزرق والمدجّنين في شبه الجزيرة الإيبيرية، ولولاه لرجعَت الأندلس تحت سلطان الأزرق.
تذكر بعض الروايات الأوروبية، بأنه في وقت ما خلال هذه الحملة الصليبية المضادة، «جاء الأزرق إلى جيمس وقال إنه يريد أن يُصبح مسيحيًا ويتزوج إحدى قريبات لورد دينيا (Dénia). فذهب جايمس إلى قلعة الأزرق في روغات [الإنجليزية]، حيث تعرض هو وحاشيته الصغيرة لهجوم شرس، وكاد الملك يُقتل.» ولم يُذكر تاريخ دقيق لهذه المصيدة بين القائدين.
وفي عام 1250، بدأت الحرب تأخذ منحى دبلوماسيًا، إذ أرسل الأزرق رسالة باللغة العربية إلى الملكة يولانتا يعترف فيها بسيادة جايمس الأول على بلنسيو. وبحسب برنز: «فإن الاعتراف بسيادة حاكم مسيحي كصاحب مطالب خارجية على الموارد أو الأراضي، كان حيلة شائعة في حروب الحدود».
تبادل القائدان إرسال المبعوثين، فمثل جوان دي مورَكتينغ الملكة يولانتا، بينما مثّل الأزرق كل من أبي الحسن (وهو ابن عمه) وأبي القاسم. وقد أعلن الأزرق عن تحضيره لإرسال بعثته الدبلوماسية إلى زعماء أراغون قبل أسبوع من إرسال البابا إنوسنت الرابع رسالة إلى جيمس الأول.
وقد استخدم البابا في رسالته لغة أقوى من سابقتها، واستمر في عرض الغفران لمن يحاربون في شبه الجزيرة. ويقول برنز إن هذا يعني أن الملك «كان قد بدأ مفاوضات مع عدوه في نفس الوقت الذي كان يسعى فيه لتجديد وضع الحملة الصليبية والحصول على دعم عسكري من البابا». كما كتب إنوسنت الرابع إلى عدة تنظيمات دينية، مثل فرسان الهيكل وفرسان الإسبتارية، لحثهم على الانخراط في الحملة الصليبية وتقديم الدعم.
وفي حوالي شباط  1258، تم التوصل إلى هدنة بين الطرفين تُعرف بـ«هدنة عيد الفصح 1258»، والتي تمت بوساطة قشتالية. كوّن الأزرق شبه تحالف مع ألفونسو العاشر، إلا أن ألفونسو انقلب عليه وأدى إلى دفع جيمس الأول للقيام بحملته الأخيرة خلال عامي 1257–1258. فحاصر معقل ألكالا بين أبريل ويونيو 1258، وأدى سقوط المدينة إلى إنهاء الحرب بانتصار مسيحي. وُقّعَت معاهدة في تموز من العام نفسه، ونُفي الأزرق بعد ذلك إلى شمال إفريقيا.
وكما حدث في الحملة الصليبية البلنسية، انتهت هذه الحرب جزئيًا بسبب قيام جايمس الأول برشوة أحد المقربين من الأزرق، مما حرمه من الأموال التي كان يحتاجها لشراء الحبوب لإطعام جنوده.
وفي سيرته الذاتية، خصص جيمس الأول خمسة عشر فصلًا للحديث عن تمرد المدجّنين عام 1247، وحاول التقليل من شأنه، مدعيًا أنه استمر ثلاثة أو أربعة أعوام جيدة بدلًا من عشرة أعوام. كما أنه أول من ذكر اسم قائد المدجّنين الذي ترأس التمرد، واصفًا إياه بـ«الأزرق الخائن» و«الأزرق الدنيء».
عاد الأزرق إلى شبه الجزيرة الإيبيرية والأندلس عام 1260 لقيادة تمرد مدجّن آخر، واسترداد الأندلس. وقد قُتل في معركة ألكوي عام 1276. وانتهى تمرد عام 1260 بشكل مماثل لتمرد عام 1247.

## طالع أيضًا
- محمد الأزرق
- فتى أريفالو